# تلمبه محمدهادی خسروپور
تلمبه محمدهادی خسروپور یک منطقهٔ مسکونی در ایران است که در دهستان بنارویه واقع شده‌است.